# Nguelebok
Nguelebok (oder Nguélébok) ist eine Gemeinde im Département Kadey in der Region Est in Kamerun. 

## Die Gemeinde
Nguelebok liegt im Osten Kameruns, 80 Kilometer südöstlich von Bertoua.
Die Gemeinde Nguelebok wurde 1995 aus 32 kleinen Dörfern gebildet. Die Mehrzahl der Bewohner gehören dem Volk der Kako an. Die Gemeinde ist stark Landwirtschaftlich geprägt, es wird Kaffee, Kakao, Mais und Maniok angebaut.
Als Religion überwiegt das Christentum, es gibt eine islamische Minderheit.

## Verkehr
Die Gemeinde ist nur über mehrere Sandpisten zu erreichen.